# Falling in love
Falling in Love (Enamorant-se) és una pel·lícula romàntica estatunidenca de 1984 dirigida per Ulu Grosbard i protagonitzada per Meryl Streep i Robert De Niro. En la versió 1985 del Premi David di Donatello, Streep va rebre el guardó a la millor actriu estrangera pel seu rol en aquesta pel·lícula.

## Argument
Mentre fan les compres per a les seves respectives famílies per Nadal l'arquitecte Frank Raftis (De Niro) i la bella artista gràfica Molly Gilmore (Streep) es creuen i confonen els seus regals de Nadal. El que comença com una amistat agradable es converteix en un romanç. Tots dos senten que el que estan fent no és correcte, són dues bones persones, que no desitgen fer mal a ningú, no obstant això s'estimen malgrat tot i de tots. Els seus matrimonis fa temps que van deixar d'existir. Però ells segueixen enamorats i no podran lluitar contra aquest amor.

## Repartiment
- Robert De Niro com Frank Raftis.
- Meryl Streep com Molly Gilmore.
- Harvey Keitel com Ed Lasky.
- Jane Kaczmarek com Ann Raftis.
- George Martin com John Trainer.
- David Clennon com Brian Gilmore.
- Dianne Wiest com Isabelle.
- Victor Argo com Victor Rawlins.
- Wiley Earl com Mike Raftis.
- Jesse Bradford com Joe Raftis.
- Chevi Colton com Elevator Woman.
- Frances Conroy com Waitress.
- James Ryan com Cashier.
- Kenneth Welsh com a Doctor.

## Llocs de rodatge
Tota la pel·lícula es desenvolupa en l'àrea metropolitana i els suburbis de Nova York. Hi ha escenes en llocs com la famosa llibreria Rizzoli, el Trump Tower, la línia de tren del riu Hudson, i el Dobbs Ferry.

## Premis i nominacions
| Premi                               | Data de cerimònic | Categoria                | Receptor i nominat               | Resultat  | Ref(s) |
| ----------------------------------- | ----------------- | ------------------------ | -------------------------------- | --------- | ------ |
| Premi David di Donatello            | 1985              | Millor actriu estrangera | Meryl Streep - Falling in Love   | Guanyador | [ 4 ]  |
| Premis Sant Jordi de Cinematografia | 1986              | Millor actor estranger   | Robert De Niro - Falling in Love | Guanyador | [ 5 ]  |